# Sebastian Barbu-Bucur
Sebastian Barbu-Bucur (* 6. Februar 1930 in Talea; † 1. April 2015) war ein rumänischer Byzantinist, Theologe, Hochschullehrer und Komponist.

## Leben
Barbu-Bucur, der auf den Namen Stelian getauft wurde, entstammte einer christlichen Familie, von deren acht Kindern vier in ein Kloster eintraten. Er wurde vom Priester seines Heimatortes in die byzantinische Musik eingeführt. In der Schule für Kirchensänger des Klosters Căldărușani wurde er von 1941 bis 1945 von Archimandrit Mitrophor Atanasie Dincă in die byzantinische Musik, von Silvan Nistor und Calistrat Stoleru in die  monodische Musik und von Chiril Arvinte im Typikon unterrichtet. Im Koster Cheia vertiefte er seine Kenntnisse der byzantinischen Musik, Hymnologie, allgemeinen Kirchengeschichte und Geschichte der Rumänischen Orthodoxen Kirche unter der Anleitung von Archimandrit Calist Rădulescu und Gherasim Negulescu. Ab 1948 besuchte er das theologische Seminar des Klosters Neamț.
1950 wurde er Mönch und vom Bischofsvikar Teoctist Arăpașu, dem späteren Patriarchen von Rumänien, zum Diakon ordiniert. 1959 erhielt er den Rang eines Archidiakons. Am Theologischen Institut der Universität Bukarest erlangte er unter Leitung von Nicolae Lungu den Bachelorgrad. Daneben studierte er von 1957 bis 1963 an der pädagogischen Sektion des  Konservatoriums von Bukarest (heute Nationale Musikuniversität Bukarest) Musiktheorie und Solfège bei Victor Iușceanu und Ioan Șerfezi, Harmonielehre bei Gheorghe Dumitrescu, Kontrapunkt bei Zeno Vancea, Formenlehre bei Tudor Ciortea, Folklore bei Emilia Comișel, Dirigieren und Chorleitung bei Dumitru Botez und Ion Vicol und Musikgeschichte bei Ovidiu Varga und Adriana Sachelarie. 1982 wurde er an der Musikschule „Gheorghe Dima“ in Cluj-Napoca zum Doktor der Musikwissenschaft und Byzantologie promoviert. Zwischen 1983 und 1985 besuchte er als Stipendiat des Metropoliten Apostolos Dimelos Kurse am Mazedonischen Konservatorium für Byzantinische Musik in Thessaloniki. In dieser Zeit arbeitete er auch mit dem Experten für byzantinische Musik Dimitrie Surlatzis zusammen und erforschte Manuskripte aus dem Bestand der Klöster auf Athos.
Nachdem Barbu-Bucur in den 1950er Jahren in verschiedenen Klöstern unterrichtet hatte, musste er nach dem Erlass des Dekrets 410 im Jahr 1959, das Mönche und Nonnen zwang, die Klöster zu verlassen, an staatliche Schulen wechseln, wo er bis zum Untergang des Ceaușescu-Regimes lehrte, unter anderem am Gymnasium Nr. 32 und der Musikschule Nr. 5 und am Konservatorium von Bukarest. 1990 reaktivierte er die Akademie für Kirchenmusik an der Universität Bukarest. Er wurde Associate Professor und 1993 Professor für byzantinische Musik und byzantinische Musikpaläographie an der Universität und von 1997 bis zu seiner Emeritierung 2000 wissenschaftlicher Koordinator für die Vergabe des Titels Ph.D. Bereits 1988 hatte Barbu-Bucur den Chor für byzantinischen monodischen Gesang Psalmodia gegründet, der mit Konzerten in Griechenland, Italien und Israel bekannt wurde. An der Sektion Kirchenmusik der Fakultät für Orthodoxe Theologie der Universität Ovidius Constanța, wo er von 2002 bis 2009 unterrichtete, gründete er 2002 den Chor Gherontie Nicolau. Barbu-Bucur veröffentlichte zahlreiche Bücher, kritische Editionen, didaktische Werke, Studien, Essays und Artikel zur byzantinischen Musik.

## Publikationen
- Filothei sin Agăi Jipei, Psaltichie rumănească
  - Band 1: Catavasier (1981)
  - Band 2: Anastasimatar (1984)
  - Band 3: Stihirariul (1986)
  - Band 4: Stihirar-Penticosta (1992)
- Ghelasie Basarabeanul, Vecernier, Utrenier, Doxastar (2 Bände)
- Catalogul manuscriselor muzicale românești de la Muntele Athos (2000)
- mit Ion Isăroiu: Liturghier (2004–2007)
- Mihalache Moldovlahul (2008)

kritische Editionen
- Ion Popescu-Pasărea: Liturghier de strana (1991, Neuauflage 2001)
- Dimitrie Suceveanu: Idiomelar, 3 Bände, (1992–1997)
- Cântări la înmormântare şi parastas (1991)
- Victor Ojog: Anastasimatar (mit Alexie Al. Buzera, 1998)